# 楊鏻
楊鏻（?—?），字文豪，唐朝同州冯翊县（今陕西省大荔县）人，杨收的第四子。
楊鏻是楊鑒（字文通）、楊鉅（字文碩）的弟弟，楊鏻登进士第后，补任集贤校理，蓝田县尉。唐昭宗乾宁年间，升任为尚书郎。官至户部尚书。